# تمییم
تَمییم (تلفظ: tamyim) اصطلاحی است در دانش تجوید که به قیاسِ تنوین ساخته شده، و آن پسوندی خاص است که در پایانِ برخی واژه‌های بعضی زبان‌های سامی وجود دارد. نشانهٔ «تمییم» در دانش تجوید به شکل حرف  «م‍» (کوچک و با اندیس بالا) نمایش داده می‌شود.
این نشانه در زبان عبری نو در معدودی صورت‌های نوشتاری باقی مانده‌است.